# جايسون لاي
جايسون لاي (بالإنجليزية: Jason Lai)‏ هو موزع بريطاني، ولد في 1974 في إنجلترا في المملكة المتحدة.

## وصلات خارجية
- الموقع الرسمي
- جايسون لاي على موقع ميوزك برينز (الإنجليزية)